# Dicky Moe
«Dicky Moe» (с англ. — «Дики Мо; Дики Мо - белый кит; Китёнок Мо») — 122-й эпизод мультсериала «Том и Джерри», а также 8-й эпизод от компании Rembrandt Films. Дата выхода: 20 июля 1962 года.

## Сюжет
Одержимость капитана идеей поимки белого кита по имени Дики Мо вынуждает весь старый экипаж в страхе покинуть корабль. Капитан находит Тома, вырубает его и вербует в свой экипаж. Том, очнувшись на борту корабля, думает, что он отправляется в круиз, но вскоре капитан заставляет его мыть палубу. Пока Том работает, он видит, как Джерри ставит шезлонг возле своей норы. Том хватает Джерри и стирает с него весь цвет, оставляя мышь прозрачной. Джерри возвращается в свою нору, чтобы вернуть себе привычный ему цвет, а потом заменяет Тому ведро с водой на ведро со смолой, которой Том размазывает палубу.
Том гонится за Джерри по палубе, но по неосторожности ведро падает Тому на голову и он оказывается в смоле с ног до головы. Том ненадолго притворяется тенью капитана, чтобы остаться незамеченным. Том возвращается в прежний вид, когда капитан распахивает дверь, ударяя его о стену. Том замечает Джерри, развалившегося на такелаже, и пытается скинуть его, развязывая узлы. Один из тяжелых блоков от такелажа раскачивается и сбивает Тома в бочку с гарпунами, оставляя его нос застрявшим в проушине одного из них. Капитан хватает гарпун, в котором застрял Том и бросает его вместе с ним для тренировки по стрельбе.
Том хватает гарпун и выслеживает Джерри, который в это время рисует лицо на кончике хвоста Тома, заставляя гарпуном его пронзить. Том для поимки Джерри использует наковальню, но Джерри подкладывает под нее рыбку, из-за чего Том пробивает корпус корабля и тонет в океане. С помощью веревки, брошенной Джерри, Том забирается на борт, когда капитан замечает кита Дики Мо и стреляет по нему из гарпуна. Том слишком поздно понял, что держит свободный конец веревки от гарпуна, и он оказывается за бортом корабля. Когда кит уплывает, Том остается привязанным к нему веревкой. В это время капитан кричит Тому, чтобы тот вернулся, в то время как Джерри усаживается с книгой и сочувствует Тому.

## Создатели
- Сюжет Эли Бауэр и Джин Дейч
- Композитор Стивен Коничек
- Аниматор Вацлав Бедржих
- Режиссёр Джин Дэйч
- Продюсер Уильям Л. Снайдер

## Роли озвучивал
- Аллен Свифт